# 김해준 (배우)
김해준(1989년)은 대한민국의 배우이다.

## 학력
- 서울예술대학교

## 출연

### 영화
- 《식스볼》 (2020년) - 흥신소부하 역
- 《전설의 라이타》 (2019년) - 채성빈 / 라이타 역

### 드라마
- 《메모리스트》 (2020년, tvN) - 경호관 역